# 生名 (海防艦)
生名 （いくな）は、日本海軍の海防艦。普遍的には日振型海防艦の5番艦とされており、本艦を鵜来型海防艦に含める文献も存在するが、海軍省が定めた艦艇類別等級では御蔵型海防艦の13番艦。太平洋戦争を生き延びて戦後は掃海に従事し運輸省の定点観測船、次いで海上保安庁の巡視船となった。
艦名は愛媛県の生名島にちなむ。

## 建造に至る経緯
改⑤計画の海防艦、第5251号艦型の4番艦、仮称艦名第5254号艦として計画されたが、日立造船に建造が割り当てられた本艦は、用兵側から要望のあった掃海具を装備した通称「日振型」として建造されることとなった。なお、改⑤計画により日立造船で建造された久米以下6隻はマル急計画艦とは異なり、全艦が掃海具を装備せずに九四式爆雷投射機と三型爆雷装填台を1基ずつ増備して竣工している。

## 艦歴

### 起工-竣工-訓練
1944年6月30日、日立造船株式会社桜島造船所で起工。9月1日、生名と命名され御蔵型に分類されて同級の13番艦に定められる。4日、進水。10月15日竣工し、本籍を佐世保鎮守府、役務を佐世保鎮守府警備海防艦にそれぞれ定められる。同日付で呉防備戦隊に編入され、基礎術力練成教育にあたる。11月15日、連合艦隊第三十一戦隊第二十一海防隊に編入され、海防艦干珠から海防隊司令部を継承し第二十一海防隊司令海防艦となる。20日、第三十一戦隊は連合艦隊北東方面艦隊第五艦隊指揮下となる。

### 船団護衛
30日0900、2A型戦時標準貨物船江ノ浦丸（日本郵船、6,968トン）、海軍配当船で2AT型戦時応急タンカーの延長丸（日本郵船、6,888トン）、海軍配当船で2AT型戦時応急タンカーの延元丸（日本郵船、6,890トン）等輸送船15隻で編成されたミ29船団を駆逐艦朝顔、海防艦干珠、新南、第41号海防艦、第66号海防艦、第223号駆潜特務艇と共に護衛して門司を出港。しかし、12月1日深夜、船団は米潜シーデビル(USS Sea Devil, SS-400)にレーダーにより発見される。翌2日0414、北緯30度24分 東経128度17分 / 北緯30.400度 東経128.283度の屋久島西方約150キロ地点付近で、シーデビルは魚雷4本を中型貨物船に向けて発射したものの、命中しなかった。0424、シーデビルは魚雷2本を大型貨物船に向けて発射。40秒後、海軍給糧艦間宮の設計の基となった陸軍輸送船はわい丸（南洋海運、9,467トン）の2番船倉に魚雷1本が命中。魚雷命中により搭載していた弾薬とガソリンが誘爆して大爆発したはわい丸はわずか40秒で沈没した。0429、シーデビルは距離1,200メートルにある大型貨物船に対して、艦尾発射管から4本の魚雷を発射。0430、2AT型戦時応急タンカー安芸川丸（川崎汽船、6,895トン）の4番船倉に第1弾が、その30秒後に3番船倉に第2弾が命中。0520、安芸川丸は4番船倉の被雷部で船体が折損し、0607に沈没した。このとき沈没した輸送船には読売ジャイアンツの名投手、沢村栄治が乗船しており、この12月2日の雷撃で戦死している。『日本商船隊戦時遭難史』によれば、この日に沈没した輸送船は安芸川丸とはわい丸だけであり、沢村はそのどちらかに乗船していたと見られている。はわい丸にはシンガポールへ進出する海上挺進第22戦隊60名、および震洋60隻、陸軍車両50両、弾薬・ドラム缶詰めのガソリン等軍需物資、満州からマニラに進出する第23師団の一部、シンガポールへ進出する海上挺進第22戦隊および同戦隊基地第22大隊将兵、計1843名、船砲隊及び警戒隊計83名、船長以下船員148名、合計2,074名が乗船しており、全員戦死した。安芸川丸でも陸軍高射砲隊409名、便乗者16名、鋼材、開発資材各750トンを乗せており、陸軍兵士244名、警戒隊7名、便乗者1名、船員18名が戦死したほか、救命ボートで脱出して諏訪之瀬島に漂着した生存者79名のうち、2名が死亡した。また、貨物船伯剌西爾丸（大洋興業、5,860トン）が自らが投下した爆雷の炸裂により損傷する。船団はシーデビルによる安芸川丸とはわい丸の撃沈で支離滅裂となってしまう。海軍配当船で2AT型戦時応急タンカーの神祐丸（大阪商船、6,956トン）は日本本土へ反転。損傷した伯剌西爾丸は基隆へ、江ノ浦丸は大陸へと向かう。和浦丸（三菱汽船、6,804トン）と護衛の朝顔、それを追う貨物船くらいど丸（南洋海運、5,497トン）、1D型戦時標準貨物船第十一星丸（山下汽船、1,944トン）と護衛の生名の2つの小船団は高雄に向かったが、途中空襲を受けて生名が損傷する。3日に和浦丸以下の船団が、6日にくらいど丸以下の船団が高雄に到着した。高雄到着前の5日、第五艦隊は連合艦隊南西方面艦隊に編入される。
14日0500、生名は干珠、第41号海防艦と共に貨物船裕山丸（興国汽船、6,038トン）、同乾瑞丸（乾汽船、4,156トン）他輸送船2隻からなるタマ36船団を護衛して高雄を出港。22日、乾瑞丸が機関故障により後落。同船は船団を追及中の23日1130、北緯16度50分 東経120度18分 / 北緯16.833度 東経120.300度のダリガヨス岬西方4km地点付近で米潜ブレニー(USS Blenny, SS-324)の発射した魚雷4本が直撃し沈没した。同日、船団は北サンフェルナンドに到着。25日、第二十一海防隊は海上護衛総司令部第一護衛艦隊に編入される。
生名はマニラに移動。日付が29日に変わった頃、海防艦干珠、特設駆潜艇第十一昭南丸（日本海洋漁業統制、350トン）と共に1B型戦時標準貨物船明隆丸（明治海運、4,739トン）、貨客船菱形丸（拿捕船/大阪商船委託、2,832トン/元米船Bisayas）からなるマタ38A船団を護衛してマニラを出港。31日1600、船団は北サンフェルナンドに到着。護衛部隊が第66号海防艦、第138号海防艦に交代することになり、3隻は船団から分離した。
生名と干珠はマタ40船団の護衛に加わり、1945年1月1日0345に北サンフェルナンドを出港し高雄へ向かった。しかし、3日に船団は空襲を受け、陸軍特殊船神州丸（陸軍省、8,160トン）が被弾し航行不能となったため放棄され、夜に米潜水艦アスプロ(USS Aspro, SS-309)の雷撃で撃沈された。また、陸軍特殊船吉備津丸（日本郵船、9,574トン）も直撃弾を受けて中破する。日付が4日に変わる頃、船団は高雄に到着した。4日0315、生名は海防艦干珠、能美と共に高雄を出港。途中空襲で損傷したものの、同日中に南澳島に到着。5日1300、3隻は南澳島を出港し、6日1140に高雄に到着。同日から18日まで応急修理を受ける。
19日、特設運送船辰和丸（辰馬汽船、6,335トン）、貨物船羅津丸（大連汽船、5,462トン）、海軍徴用船備後丸（日本郵船、4,643トン）他輸送船4隻からなるタモ38船団を海防艦第26号海防艦、第39号海防艦、第112号海防艦と共に護衛して高雄を出港。20日1742、南日島泊地に到着。21日0730、南日島泊地を出港し、1930に福州沖に到着し仮泊。22日0700、船団は出発し、1600に北緯27度02分 東経120度27分 / 北緯27.033度 東経120.450度の福州北東の浅海に到着し、同地で貨客船サマラン丸（南洋海運、4,013トン）、辰春丸、海軍徴用船鐡洋丸（大阪商船、2,130トン）他輸送船11隻からなるモタ32船団と、護衛の駆逐艦汐風、海防艦満珠、第31号海防艦、第132号海防艦、第144号海防艦、第19号駆潜艇、第57号駆潜艇が来着。1月22日深夜から1月23日早朝にかけて、米潜バーブがモタ32船団に接近。0402、バーブは浮上状態で魚雷を4本発射し、反転してさらに魚雷を4本発射。魚雷は陸軍輸送船大恭丸（大阪商船、5,244トン）に3本が命中し、同船は沈没。バーブは機雷の敷設された水域を浮上したまま高速で後退した。0600、両船団は出発。28日2000、タモ38船団は門司に到着。
1月31日0630、輸送船3隻からなるモタ34船団を第26号海防艦、第67号海防艦と共に護衛して門司を出港。2月3日2100、泗礁山泊地に到着。4日0400、泗礁山泊地を出港し、1820に温州沖に到着し仮泊。5日1100、温州沖を出発し、1730に福州沖に到着して仮泊。6日0300、福州沖を出発し、1830に船団は基隆に到着。9日0700、陸軍特殊船日向丸（日産汽船、9,587トン）、同摂津丸（大阪商船、9,670トン）からなるタモ41船団を第26号海防艦、第67号海防艦と共に護衛して基隆を出港。1900、馬祖島に到着。10日0700、馬祖島を出港し、温州湾に移動。11日、温州湾を出港し、1930に泗礁山泊地に到着。12日0230、泗礁山泊地を出港し、14日1815に六連島に到着。16日0630、生名は六連島を出港し、1400に佐世保に到着。同日から27日まで佐世保海軍工廠で修理を受ける。
28日0730、生名は佐世保を出港し、1730に門司に到着する。3月1日0800、貨物船生駒山丸（三井船舶、3,173トン）、2D型戦時標準船愛山丸（宮地汽船、2,221トン）、同道志丸（日本郵船、2,275トン）他輸送船4隻からなるモタ40船団を第26号海防艦、第41号海防艦、第17号掃海艇、第19号駆潜艇と共に護衛して六連島を出港。途中道志丸が舟山に向かうため分離。9日2010、船団は基隆に到着。16日0102、生駒山丸、愛山丸、2D型戦時標準船喜多方丸（会陽汽船、2,216トン）他輸送船1隻からなるタモ49船団を第41号海防艦、第17号掃海艇と共に護衛して基隆を出港。同日、北緯29度09分 東経122度07分 / 北緯29.150度 東経122.117度の地点で船団は空襲を受け、喜多方丸が損傷。17日、生駒山丸が機関故障を起こして後落。荒天により、船団は白犬島に向かうこととなったが、その途中、北緯25度58分 東経119度58分 / 北緯25.967度 東経119.967度の地点で米潜スポット(USS Spot, SS-413)に発見される。0100頃、スポットは生駒山丸へ向け魚雷を発射。魚雷は生駒山丸の1番船倉に命中。積荷のブタノールに引火し炎上する生駒山丸は馬祖島に座礁して修理を行ったが、3月26日にアメリカ陸軍航空隊の爆撃を受けて放棄された。0335、スポットは北緯25度33分 東経120度10分 / 北緯25.550度 東経120.167度の牛山島東方24km地点付近で貨物船南京丸（大阪商船、3,005トン）に対して魚雷を発射。魚雷が命中した南京丸は瞬時に大爆発を起こして轟沈し、乗船者503名全員が戦死した。スポットは一連の攻撃で魚雷全弾を消費。攻撃は悪天候の中浅海で行われ、スポットは浅海で潜航する不利を嫌って浮上し離脱を図ったものの、反撃してきた第17号掃海艇を回避することができず、第17号掃海艇は3,800mまで接近して砲撃を始めた。荒れる海の中、スポットは艦載砲による反撃を始めた。雨で甲板が濡れて難渋したものの、幸運にも5インチ砲弾が第17号掃海艇の前方艦載砲真下に命中。スポットは、一時は90メートルまで接近した第17号掃海艇の攻撃をかろうじて回避した。スポットは砲手を回収し潜航を始めた。護衛艦は少数の爆雷を投下したが、スポットは損傷を負うことはなかった。同日1308、船団は馬祖島に到着。19日、船団は馬祖島を出港し、20日1810に韮山列島に到着。21日、韮山列島を出港し、22日に泗礁山泊地に到着。23日1000に泗礁山泊地を出港し、29日0920に油谷湾に到着。その後出港し、31日に門司に到着した。

### 対潜哨戒
4月5日0700、生名は門司を出港し、7日0700に迎日湾に到着。同地で海防艦干珠、第21号海防艦と合流。第二十一海防隊司令部を干珠に移した。1630、迎日湾を出港し対潜哨戒を行う。9日0700、的山大島に到着。1800、海防艦干珠、新南と共に出港し対潜哨戒を行う。10日2200、北緯33度38分 東経129度13分 / 北緯33.633度 東経129.217度の生月島北端316度、16浬地点付近で米潜クレヴァル(USS Crevalle, SS-291)の雷撃を受ける。魚雷1本が艦首に命中し、錨鎖庫前方が大破、錨鎖が使用不能となり第一区に浸水、1番砲が旋回不能となる損害を受ける。11日1630、佐世保に到着し、12日から28日にかけて佐世保海軍工廠で修理を受ける。29日0900、生名は佐世保を出港し、1330に長崎に到着。30日から6月15日まで三菱重工業長崎造船所で修理を受ける。16日、長崎を出港し対潜哨戒を行う。7月10日、第二十一海防隊は連合艦隊第七艦隊に編入される。
8月1日、対馬西方沖で空襲を受け、機銃掃射により乗員1名が戦死した。
8月15日の終戦時は対潜哨戒中で、同日中に鎮海に到着。17日に鎮海を出港し、18日に佐世保に到着した後武装解除された。11月30日、海軍省の廃止に伴い除籍された。

### 掃海艦
1945年12月1日、第二復員省の開庁に伴い、佐世保地方復員局所管の掃海艦に定められる。
1946年7月10日、掃海艦籍のまま掃海母艦と呼称され、定員を除かれる。
1947年6月26日、佐世保地方復員局所管の特別輸送艦に改められる。同日付で特別保管艦に指定される。12月26日、特別輸送艦の定めを解かれた。

### 定点観測船-巡視船
1947年12月26日、生名は運輸省へ移管され、中央気象台の定点観測船となり生名丸（いくなまる）と命名。
1954年1月1日、海上保安庁に編入され巡視船おじか (PL-102)となり、第二管区海上保安部塩窯海上保安部に配属。あつみ (PL-103)と交代で定点観測に従事した。
1956年8月、火災事故により損傷したため、船橋構造物を一新する改装を受けた。
1963年5月25日、後継のおじか (PL-12)の就役（6月10日付）に伴い海上保安庁を解役された。

## 生名海防艦長/艦長
艤装員長
1. 井上純造 少佐：1944年9月30日[24] - 1944年10月15日

海防艦長
1. 井上純造 少佐/中佐：1944年9月25日[25] - 1945年6月1日
2. 辻眞一郎 少佐：1945年6月1日[26] - 1945年9月30日
3. 市來俊男 大尉/第二復員官/第二復員事務官/復員事務官：1945年9月30日[27] - 艦長 1945年12月1日 - 1946年7月10日[注 6]、1947年3月5日まで艦長の発令なし。
4. 浦山千代三郎 復員事務官：1947年3月5日[28] - 1947年6月26日
5. 島村和猪 復員事務官：1947年6月26日[29] -